# Cascavel (Rachel Leighton)
Cascavel é uma personagem fictícia da Marvel Comics que inicialmente é apresentada como uma supervilã membro do grupo criminoso conhecido como Sociedade da Serpente. Mais tarde ela acaba se regenerando e se tornando a namorada do Capitão América(Steve Rogers) por alguns anos.

## História Ficcional
Rachel Leigthon nasceu em Austin, Texas. Em suas primeiras aparições se tratava de uma habilidosa lutadora membro da Sociedade da Serpente, grupo de super criminosos em que todos os integrantes usavam de codinomes de cobras. O grupo combateu o Capitão América diversas vezes principalmente após sua criação e desde seu primeiro encontro com o Capitão a mesma já demonstrou um interesse físico pelo mesmo se recusando a matá-lo a mandado do grupo em três ocasiões. Mais tarde ela tira licença do grupo e diversas vezes se alia com o Capitão América.
Os mesmo tem seu primeiro encontro graças a ajuda de Mamba Negra, Áspide e Anaconda, também membras do grupo criminoso, porém sem saber que se tratava do Capitão América. Logo em seguida combateu a Viúva Negra e passou a usar um novo traje durante um curto período de tempo. Assim que a Sociedade da Serpente descobre que Cascavel esta num relacionamento com o Capitão América, a mesma é acusada imediatamente de traição à organização e levada por eles para um julgamento onde é sentenciada a morte por, supostamente, fornecer informações a um vingador. Capitão América e Paladino a salvam e após esses fatos ela e suas amigas Mamba Negra e Áspide deixam a Sociedade da Serpente e formam o grupo Bad Girls Ltda.
Após uma falha tentativa de sequestro de  Anaconda, antiga colega de grupo em busca de vingança, as Bad Girls são levadas a bordo de navio Superia e se juntam a Femizonas. A bordo do navio ela reencontra uma antiga inimiga Boca-de-Leão. A mesma ataca Cascavel e a atira ao mar onde ela é afogada e após revivida decidi desistir de lutar passando a começar a trabalhar como secretaria do Capitão América.
Quando volta a ser a Cascavel a mesma assassina sua inimiga Boca-de-Leão afogada.
Durante a Guerra Civil ela e as Bad Girls Ltda se uniram aos Vingadores Secretos lutando ao lado do Capitão América mais uma vez. Após o fim da guerra, ela é presa pelos Poderosos Vingadores junto ao seu grupo e reaparece tempos depois como uma treinadora da Iniciativa. Quando Norman Osborn toma controle da Iniciativa, ela aceita trabalhar para ele como líder do esquadrão denominado As Guerreiras e começa um relacionamento com Constritor. Mais tarde o mesmo descobre que ela trabalha secretamente para a Resistência Vingadora, mas não faz nada quanto a isso. O ciúmes que Contristor tem do relacionamento dela com o Steve Rogers faz com ele pense que ela não o ama e isso acaba dando fim ao relacionamento de ambos. Após a derrota de Osborn, Steve Rogers oferece a ela o comando de todas as 50 equipes da Iniciativa e ela diz que pensará no assunto.
Mais tarde a mesma é mostrada como uma agente da SHIELD fazendo parceria com Dum Dum Dugan e disputando novamente o afeto do Capitão América, dessa vez com a agente 13, Sharon.

## Habilidades
Rachel é uma mulher atlética, sem poderes sobre-humanos. Ela tem habilidade na ginástica e em lançando de pequenos objetos balísticos com grande precisão. Também sabe pilotar aviões de pequeno porte e possui conhecimento de medidas gerais de técnicas de combate não armado e alguns jiu-jitsu. Cascavel veste um traje de tecido elástico sintético, com dois cintos no bíceps e mais dois nas coxas para transporte de diamantes de arremesso e brincos de diamantes. Seu armamento pessoal é composto por diamantes de arremesso, que são na verdade de 4 polegadas (embora não feitos de diamante, eles são em forma desta pedra), contendo substâncias diferentes como explosivos plásticos, ácido nítrico, gás lacrimogêneo, etc.

## Outras Versões

### Dinastia M
Na Dinastia M, Cascavel aparece como um mutante com características répteis cujo nome é Willis Stryker.

### Ultimate Marvel
Rachael Leighton aparece no universo Ultimate como uma adolescente punk. Ela é uma membro de uma gangue de vilões chamada Serpent Skulls.

### Video games
A versão de Diamondback de Rachel Leighton aparece como um personagem chefe em "Marvel: Ultimate Alliance 2", dublado por Jameela McMillan.